# Джалоліддін Машаріпов
Джалоліддін Машаріпов (узб. Jaloliddin Masharipov, нар. 1 вересня 1993) — узбецький футболіст, півзахисник клубу «Аль-Наср» (Ер-Ріяд). Відомий за виступами також у клубах «Пахтакор» і «Локомотив» (Ташкент), а також національній збірній Узбекистану. Триразовий чемпіон Узбекистану. Володар Кубка Узбекистану.

## Клубна кар'єра
Джалолітдін Машаріпов є вихованцем футбольної школи ташкентського «Пахтакора», і дебютував у його основному складі в 2013 році. Молодий футболіст виступав у складі столичного клубу три роки, взявши участь у 64 матчах чемпіонату, та двічі ставши у його складі чемпіоном Узбекистану. Проте пізніше він втратив місце в основі, й керівництво клубу вирішило віддати його в річну оренду до іншого столичного клубу — «Локомотива». У сезоні 2017 року Джалоліддін Машаріпов відіграв за «залізничників» повний сезон, та став у складі «Локомотива» як чемпіоном країни, так і володарем Кубка Узбекистану. Після успішної гри Машаріпова в «Локомотиві» керівництво «Пахтакора» вирішило повернути футболіста до його рідного клубу, і сезон 2018 року він розпочав уже в «Пахтакорі».
27 серпня 2018 року під час матчу проти збірної Південної Кореї на Азійських іграх, який узбецька команда програла Джалоліддін Машаріпов від розпачу кинув пластикову пляшку з водою в бік футбольного поля із лави запасних. Проте саме в цей момент біля цього місця проходив арбітр матчу, який вирішив, що футболіст проявив агресію саме до нього, та показав Машаріпову червону картку, а АФК пізніше дискваліфікувало футболіста на 6 місяців на товариські матчі збірних, та наклала на футболіста грошовий штраф.
У грудні 2020 року Джалоліддін Машаріпов уклав контракт із саудівським клубом «Аль-Наср», проте вже за місяць він пішов у піврічну оренду до еміратського клубу «Аль-Шабаб» з Дубая. Після повернення з оренди Машаріпов продовжив виступи за «Аль-Наср».

## Виступи за збірні
З 2013 року Джалоліддін Машаріпов залучався до складу молодіжної збірної Узбекистану різних вікових груп. На молодіжному рівні зіграв у 16 офіційних матчах, забив 1 гол, у тому числі взяв участь у складі молодіжної збірної в Азійських іграх 2018 року, на яких узбецька команда поступилась молодіжній збірній Південної Кореї в чвертьфіналі, а сам Машаріпов під час матчу був дискваліфікований із лави запасних.
24 липня 2016 року Джалоліддін Машаріпов дебютував у складі національної збірної Узбекистану, вийшовши на заміну в товариському матчі проти збірної Іраку. Він став майже постійним гравцем збірної, й навіть його дискваліфікація не стала на заваді головному тренеру збірної Ектору Куперу розглядати Машаріпова як одного із головних кандидатів на участь у Кубку Азії з футболу 2019 року. Півзахисник «Пахтакора» таки поїхав на Кубок Азії в ОАЕ. Там Джалоліддін Машаріпов зумів відзначитись забитим м'ячем у розгромній перемозі узбецької збірної над збірною Туркменістану з рахунком 4-0.

## Титули і досягнення
- Чемпіон Узбекистану (5):

«Пахтакор»: 2014, 2015, 2019, 2020
«Локомотив» (Ташкент): 2017
- Володар Кубка Узбекистану (3):

«Локомотив» (Ташкент): 2017
«Пахтакор»: 2019, 2020
- Володар Кубка узбецької ліги (1):

«Пахтакор»: 2019
- Володар Кубка Президента ОАЕ (1):

«Шабаб Аль-Аглі»: 2020-21
- Володар Кубка Ліги ОАЕ (1):

«Шабаб Аль-Аглі»: 2020-21
- Володар Кубок Хазфі (1):

«Естеглал»: 2024-25
Особисті
- Футболіст року в Узбекистані: 2020